# Safe House
Safe House – amerykański thriller z 2012 roku w reżyserii Daniela Espinosy, wyprodukowany przez wytwórnię Universal Pictures. Światowa premiera filmu odbyła się 10 lutego 2012, a w Polsce pojawił się w kinach dwa tygodnie później.

## Fabuła
Tobin Frost (Denzel Washington) był jednym z najlepszych agentów CIA. Kiedy zdradził agencję, rozmiar szkód, jakie wyrządził był trudny do oszacowania. Stał się jednym z najniebezpieczniejszych wrogów CIA. Kiedy niespodziewanie pojawia się w jednym z miast Afryki Południowej, stawia na nogi cały wywiad. Przejęty przez agentów, zostaje odesłany do kryjówki, którą prowadzi Matt Weston (Ryan Reynolds). Napadają jednak na nią tajemniczy najemnicy.

## Obsada
- Denzel Washington jako Tobin Frost
- Ryan Reynolds jako Matt Weston
- Vera Farmiga jako Catherine Linklater
- Brendan Gleeson jako David Barlow
- Sam Shepard jako Harlan Whitford
- Rubén Blades jako Carlos Villar
- Nora Arnezeder jako Ana Moreau
- Robert Patrick jako Daniel Kiefer
- Liam Cunningham jako Alec Wade
- Joel Kinnaman jako Keller
- Fares Fares jako Vargas
- Sebastian Roché jako Heissler